# Az Amerikai Egyesült Államok lakatlan külbirtokai
Az Amerikai Egyesült Államokhoz tartozó lakatlan szigetek (angolul United States Minor Outlying Islands) nem közigazgatási, hanem statisztikai egység. Három karib-tengeri sziget kivételével az összes külbirtok a Csendes-óceánon található. 

## A Karib-tengeren
- Navassa-sziget
- Petrel-szigetek
- Serranilla-sziget

## Amerikai Csendes-óceáni-szigetek

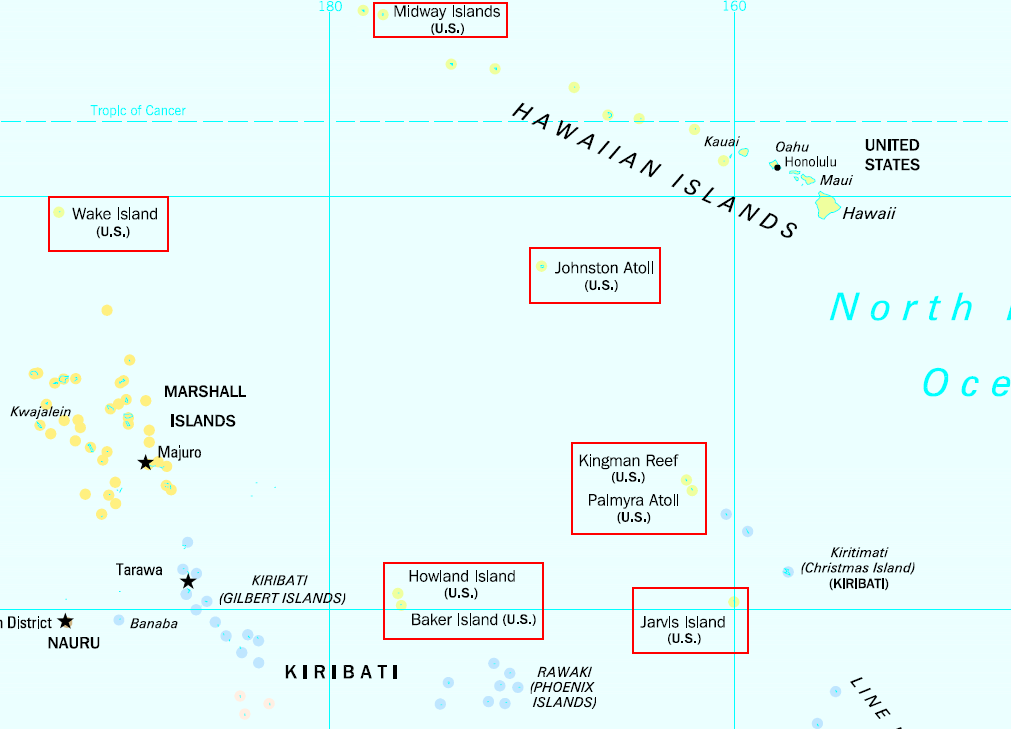
Az Amerikai Csendes-óceáni-szigetek fekvése térképen

Az Amerikai Csendes-óceáni-szigetek (Pacific Islands) Hawaiitól nyugatra és délnyugatra találhatók.
- Baker-sziget
- Howland-sziget
- Jarvis-sziget
- Johnston-atoll
- Kingman-zátony
- Midway-atoll (jelenleg 40 fő lakja)
- Palmyra-atoll
- Wake-sziget

A két természetes és két mesterséges szigetből álló Johnston-atollon katonai támaszpont működik. A Palmyra-atoll egy része magántulajdonban van. A többi sziget lakatlan.
Egységesen az UM kóddal jelölik őket. Az interneten az országkód szerinti legfelső szintű nemzetközi tartomány (ccTLD) kiterjesztésük .um.